# Украинско-российский экономический форум «Харьков 2001»

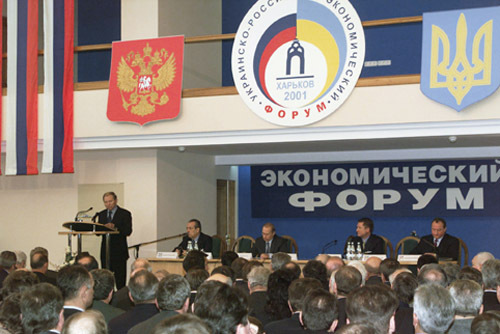
Пленарное заседание форума, 14 декабря 2001 года

Украинско-российский экономический форум «Харьков 2001» — форум деловых кругов Украины и Российской Федерации, который состоялся 13-14 декабря 2001 года в Харькове. В форуме приняли участие президент Украины Леонид Кучма, президент Российской Федерации Владимир Путин и более 1,5 тысячи представителей крупного и среднего бизнеса Украины и России. Организатор и председатель форума — губернатор Харьковской области Евгений Кушнарёв.
По результатам форума был подписан ряд бизнес-соглашений между представителями обеих стран. Форум стал первым мероприятием глобального масштаба взаимодействия бизнес-элит двух стран в постсоветский период.

## История

### Замысел проведения
Согласно информации масс-медиа, экономический форум в Харькове задолго до своего начала получил признак исторического события и вызвал ажиотаж задолго до своего проведения. Основным толчком к проведению данного форума считается заявление Владимира Путина, согласно которому 2002 год в Российской Федерации был официально объявлен годом Украины в России.

### Организация
В форуме вместо заявленной тысячи — приняло участие 1,5 тыс. участников. Масс-медиа писали, что неожиданный наплыв большого числа бизнесменов в Харьков поставил гостиничную сферу города в затруднительное положение. В составе российской делегации фактически прибыло 300 человек, но с просьбами о поездке на Украину обратилось более 1200 предприятий, банковских и финансовых структур. Им было преимущественно отказано, поскольку зал не смог вместить всех желающих. В целом в делегации Российской Федерации была представлена половина регионов РФ. Участвовало 25 министерств и ведомств, приехали ряд депутатов Государственной думы, сенаторов. Среди крупнейших бизнесменов прибыли руководители «Сибирского алюминия», Ассоциации промышленно-финансовых групп, АО «КамАЗ», концерна «Росэнергоатом», «Итеры», «Лукойла» и других предприятий.

### Ход форума

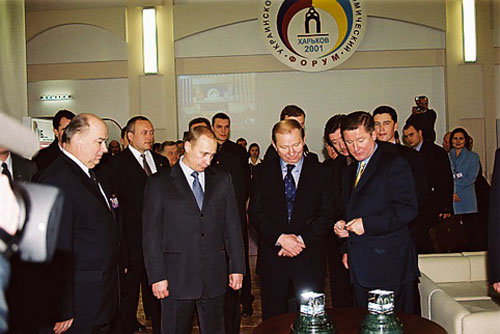
Президент России Владимир Путин, президент Украины Леонида Кучмы, и губернатор Харьковской области Евгений Кушнарёв во время форума, 14 декабря 2001 года

На форуме работало шесть круглых столов, направлениями которых являлись:
- Промышленность;
- Транспорт;
- Связь;
- Топливно-энергетический;
- Оборонно- и агропромышленный комплексы;
- Банковско-финансовая сфера;
- Межрегиональное сотрудничество.

Форум с момента своего начала приобрёл деловой характер. Были обсуждены общие вопросы сотрудничества двух стран, и констатировано, что основной целью выхода из кризиса 1990-х годов должно стать восстановление собственного промышленного производства в целях наполнения внутреннего рынка, с привлечением для этих целей капитала отечественных и зарубежных инвесторов.
Большое внимание было уделено вопросам развития, модернизации, замены и расширения генерирующих мощностей электроэнергетики. Предложено более 50 проектов сотрудничества в сфере производства новых турбин, в области производства оборудования, запасных частей и комплектующих узлов действующих атомных электростанций, развитие оборудования для систем добычи и транспортировки природного газа. В обсуждении приняли участие представители основных украинских и российских компаний нефтяной и газовой отрасли.
Существенная часть форума была посвящена вопросам оборонно-промышленного комплекса. Стороны обсудили вопросы военного самолёто- и вертолётостроения. Часть вопросов касалась сотрудничества в сфере космоса и ракетостроения, патентования новейших технологий, наукоемкого производства, проведения фундаментальных исследований.
Большое внимание было уделено банковской и финансовой сферам. Было высказано предложение о создании аналитического украинско-российского центрадля анализа и экспертизы совместных проектов. В секции по межрегиональному сотрудничеству рассматривался вопрос о создании совместной украино-российской комиссии по синхронизации законодательства. Также обсуждались предложения о создании общих украино-российских средств массовой информации. Была инициатива создания в Харькове совместного украино-российского университета со смешанным составом преподавателей.

## Результаты
К вечеру первого дня форума было подписано более 20 договоров по различным направлениям. 
Основными из них являлись подписание соглашения о достройке реакторов Ровенской и Хмельницкой АЭС, о сотрудничестве в сфере самолетостроения, транзите российского газа через территорию Украины, упрощении режима пересечения границы для жителей Харьковской и Белгородской областей, изменение таможенного режима, правил пограничной торговли, о совместных экологических мероприятиях по охране реки Северский Донец.
В частности, ОАО «Воркутауголь» заключило договор на поставку 600 тыс. тонн коксующегося угля. Государственная холдинговая компания «Днепровский машиностроительный завод» подписала соглашение о дальнейшем сотрудничестве в развитии телекоммуникационных сетей на базе совместных разработок в области связи. Пять регионов Украины подписали договора сотрудничества с Мурманской областью. Также были сформированы соглашения о поставке российского леса в обмен на украинские товары, о транзите газа через территорию Украины, о сооружении новых блоков атомных станций и другие вопросы.
По результатам форума одним из направлений сотрудничества было определено развитие производства современных аккумуляторных батарей в России и на Украине. Участники бизнес-форума в качестве приоритетного выбрали направление на создание совместных предприятий для модернизации существующих и строительства новых заводов в России и на Украине «по выпуску аккумуляторных батарей для всех видов транспорта, сельскохозяйственной и военной техники, систем связи и телекоммуникаций, атомных электростанций; создание экологически чистых производств для их утилизации». В июне 2002 года в выполнение решений форума было создано совместное российско-украинское ООО ИСточник ТОка Курский (Россия, Курск, сокращенно — завод «Исток»)..

## Оценки
Чрезвычайный и уполномоченный посол России на Украине Виктор Черномырдин дал высокую оценку форуму и сообщил, что он вызвал большой интерес у российской бизнес-элиты